# Hodac
Hodac (Görgényhodák en hongrois) est une commune roumaine du județ de Mureș, dans la région historique de Transylvanie et dans la région de développement du Centre.

## Géographie
La commune de Hodac est située au nord du județ, sur la rive droite du Gurghiu, affluent du Mureș, dans les Monts Gurghiu. Le point culminant de la commune est le Mont Creasta Comarnic, situé dans le village de Toaca, qui culmine à 1 179 m d'altitude. Hodac est située à 19 km à l'est de Reghin et à 53 km au nord-est de Târgu Mureș, le chef-lieu du județ.
La municipalité est composée des sept villages suivants (population en 2002) :
- Arșița (79) ;
- Bicașu (140) ;
- Dubiștea de Pădure (439) ;
- Hodac (2 559), siège de la municipalité ;
- Mirigioaia (34) ;
- Toaca (1 673) ;
- Uricea (57).

## Histoire
La première mention écrite du village date de 1453 sous le même nom de Hodac.
La commune de Hodac a appartenu au royaume de Hongrie, puis à l'empire d'Autriche et à l'Empire austro-hongrois.
En 1876, lors de la réorganisation administrative de la Transylvanie, elle a été rattachée au comitat de Maros-Torda.
La commune de Hodac a rejoint la Roumanie en 1920, au traité de Trianon, lors de la désagrégation de l'Autriche-Hongrie. Après le deuxième arbitrage de Vienne, elle a été occupée par la Hongrie de 1940 à 1944, période durant laquelle la petite communauté juive fut exterminée par les Nazis. Elle est redevenue roumaine en 1945.

## Politique
| Parti | Parti                           | Sièges |
| ----- | ------------------------------- | ------ |
|       | Parti national libéral (PNL)    | 5      |
|       | Parti social-démocrate (PSD)    | 5      |
|       | Parti Mouvement populaire (PMP) | 4      |
|       | Indépendant                     | 1      |

## Religions
En 2002, la composition religieuse de la commune était la suivante :
- Chrétiens orthodoxes, 85,04 % ;
- Catholiques grecs, 7,06 % ;
- Adventistes du septième jour, 6,18 % ;
- Pentecôtistes, 1,28 %.

## Démographie
En 1910, la commune comptait 3 070 Roumains (97,43 %) et 44 Hongrois (1,40 %).
En 1930, on recensait 3 631 Roumains (94,14 %), 11 Hongrois (0,29 %), 16 Juifs (0,41 %) et 194 Tsiganes (5,03 %).
En 2002, 4 960 Roumains (99,57 %) côtoient 8 Hongrois (0,16 %) et 11 Tsiganes (0,22 %). On comptait à cette date 1 468 ménages et 1 551 logements.
| 1850  | 1880  | 1900  | 1910  | 1930  | 1956 | 1977  | 1992  | 2002  |
| ----- | ----- | ----- | ----- | ----- | ---- | ----- | ----- | ----- |
| 1 196 | 1 817 | 2 632 | 3 151 | 3 857 | -    | 5 068 | 4 925 | 4 981 |

| 2007  | - | - | - | - | - | - | - | - |
| ----- | - | - | - | - | - | - | - | - |
| 5 049 | - | - | - | - | - | - | - | - |

## Économie
L'économie de la commune repose sur l'agriculture, l'élevage, l'exploitation des forêts et la transformation du bois. L'agro-tourisme se développe du fait de la proximité des Monts Gurghiu.

## Communications

### Routes
Hodac se trouve sur la route régionale qui suit la vallée du Gurghiu de Reghin à Lăpușna.

## Lieux et monuments
- Toaca, Mont Creasta Comarnic.

## Jumelages
Bressuire (France) depuis 1990